# 八二三紀念公園

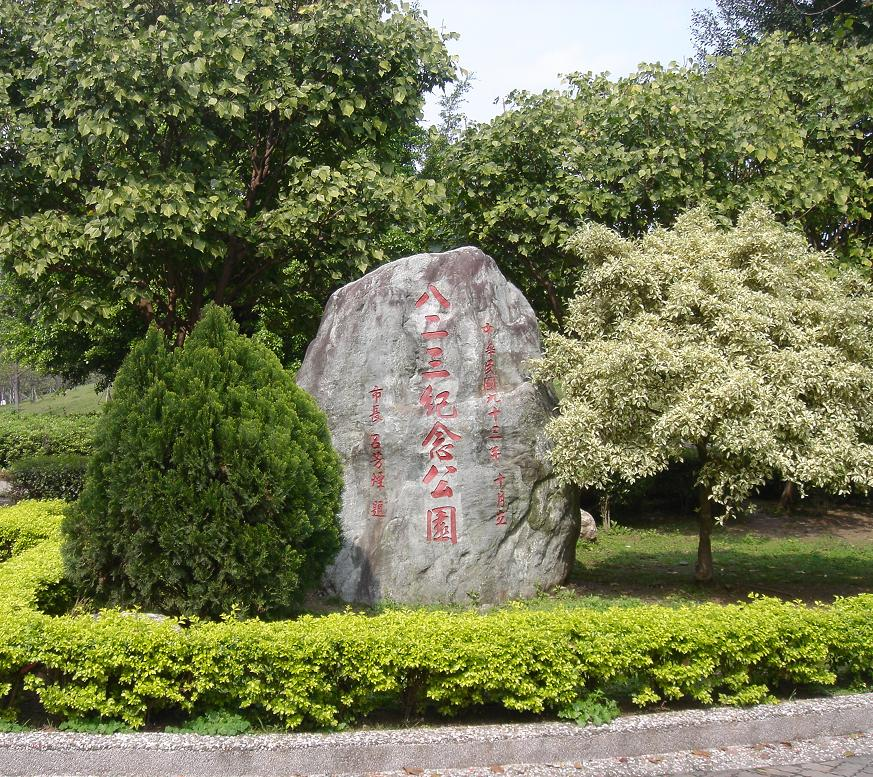
八二三紀念公園勒石

八二三紀念公園，習慣稱「四號公園」、又名「中和公園」，在台灣新北市中和區安樂里、中安街與安平路間，東北角並鄰接永貞路，是國立臺灣圖書館所在地，面積11公頃，全區位於中和區，而除了西南側以外，周邊亦與永和區相鄰或接近，目前是雙和地區最大的公園，被稱為「雙和之肺」。

## 歷史演變
1949年中華民國政權內戰失利進而遷台，考量台北市區防空疏散問題，將中和鄉永和地區劃為疏散地區，故永和人口數增加很快；尤其新店溪沿岸幾個里的市街已能與中和鄉枋寮街區相抗衡，1954年起有地方人士倡議分鄉設鎮。1955年公告的永和都市計畫，模仿了英國郊區的花園城市，路窄而蜿蜒，預計僅容納3萬人。這個構想中的花園城市原本擁有七個公園，其中「四號公園」位在潭墘。1958年中和鄉與永和鎮分治，當時因族群的因素，中和多為漳州人，永和則為泉州同安人，當分鄉設鎮時，有部分潭墘人不願併入永和鎮；所以潭墘留有一半歸中和，「四號公園」預定地也劃歸留在中和。爾後台北湧入大量人口，政府改變都市計畫，將永和最初計劃的公園預定地變更用途，開發為密集的住宅和學校；而留在中和轄區內的「四號公園」成為當初永和七個公園中唯一僅存得以完整闢建的公園。
「四號公園」於1989年完成開闢。根據1997年12月所立公園原來的巨石碑，「四號公園」原定名為「中和公園」。2005年8月15日，依據第七屆中和市民代表會第十五次臨時大會決議案，中和市公所核定「四號公園」更名為「八二三紀念公園」。

## 設施

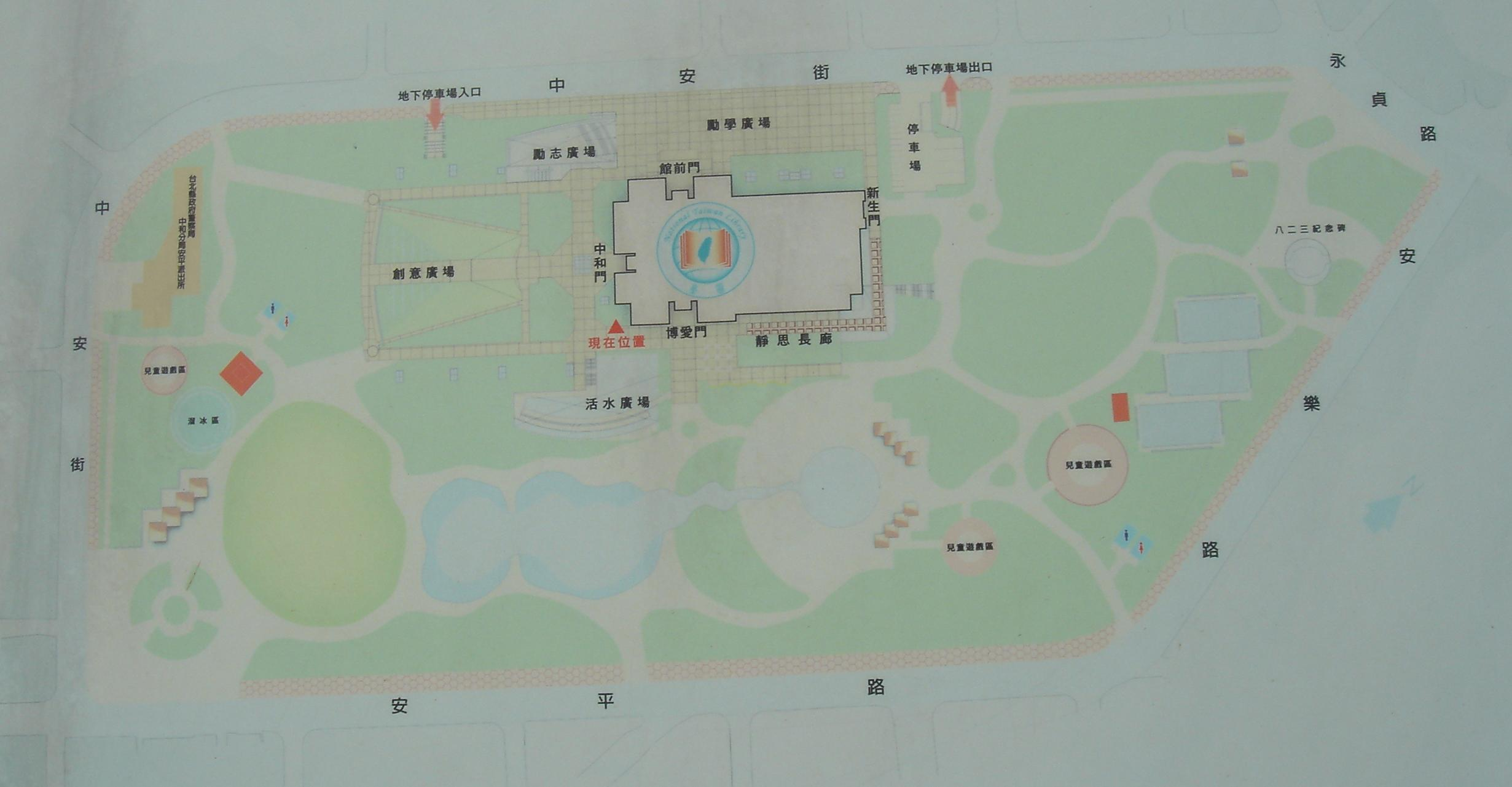
四號公園設施配置圖

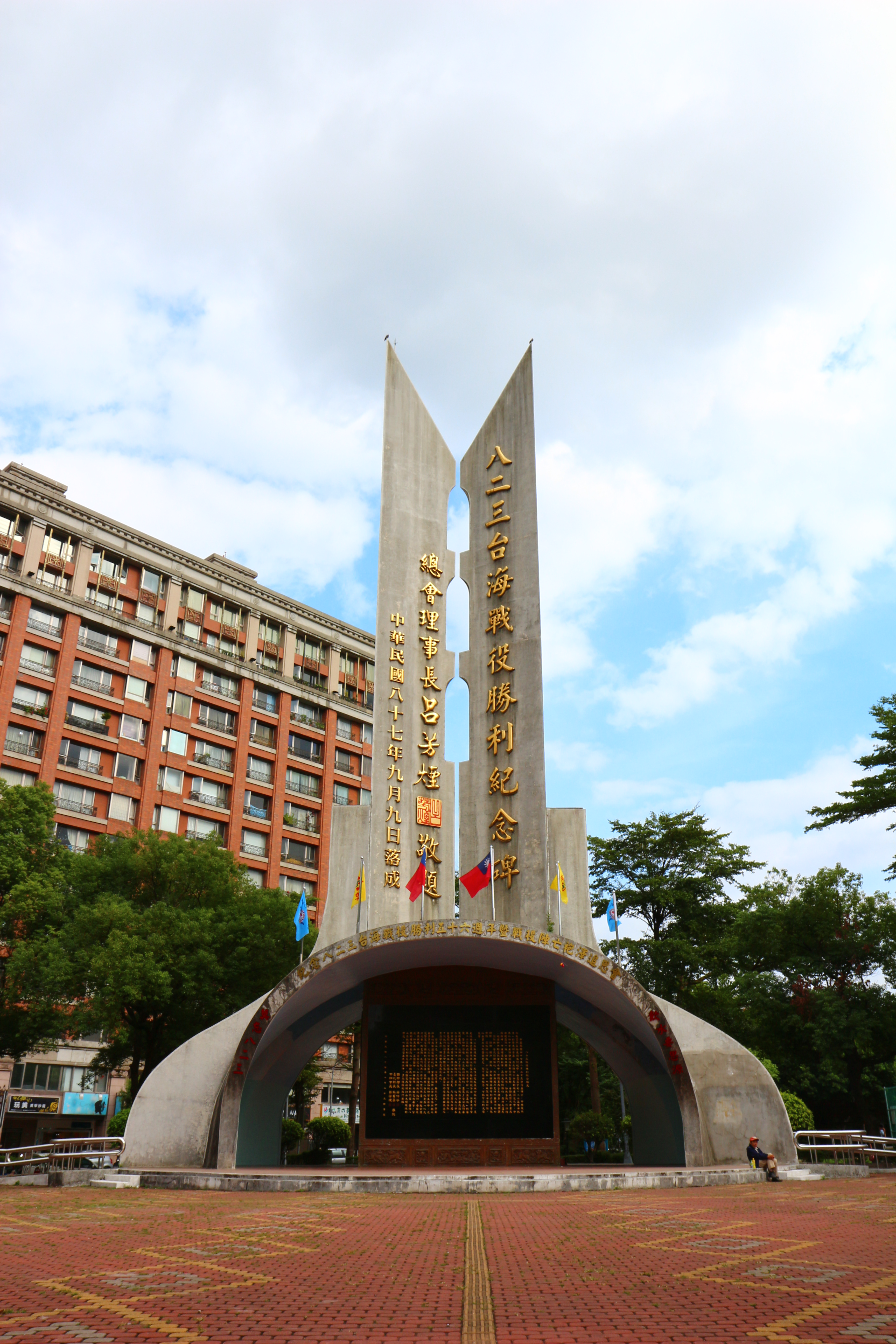
八二三台海戰役勝利紀念碑

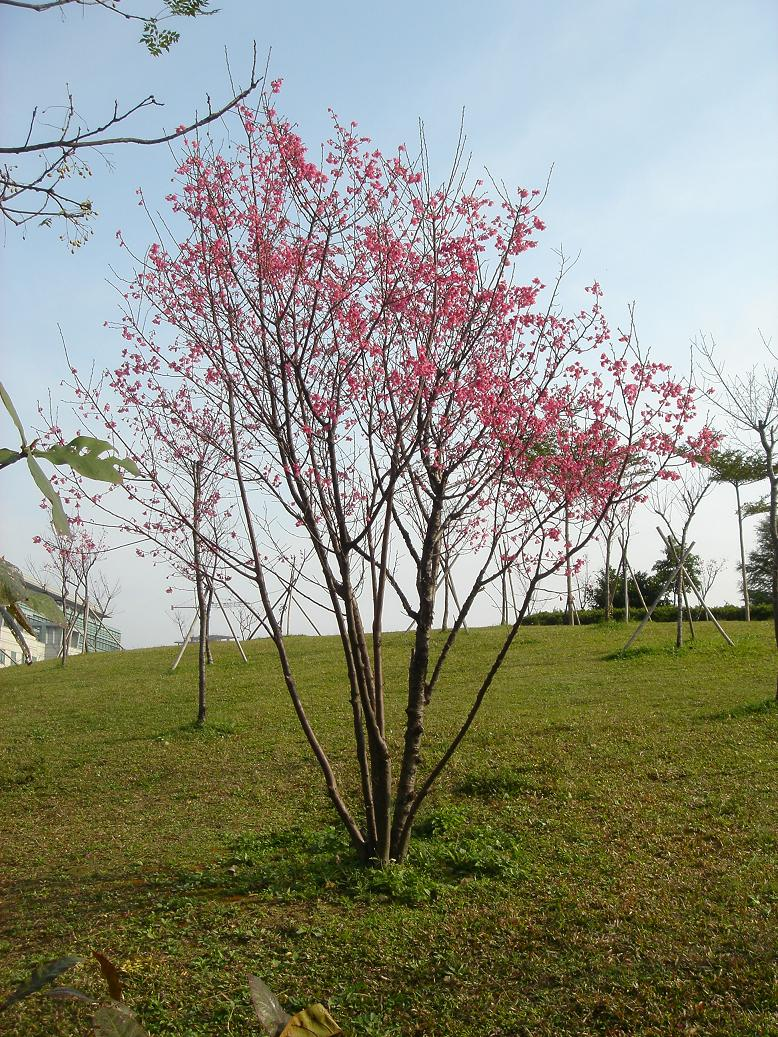
四號公園小山上櫻花盛開

- 公園巨石碑：有兩處，一為原「中和公園」巨石碑，立於1997年12月；公園更名後並未移除，而是將碑上刻文由「中和公園」改為「八二三紀念公園」，但並未連同將立碑日期修改。另一為「八二三紀念公園」巨石碑，立於2004年10月。
- 新北八二三臺海戰役紀念碑：前中和市市長呂芳煙1958年期間在金門服役時，親身見證了八二三砲戰。呂前市長後來在1992年成立了「中華民國八二三台海戰役戰友總會」並擔任理事長，為當年參加砲戰的義務役士兵爭取權益。後來立法院通過法案，使當年參與八二三砲戰的這些義務役士兵取得榮民證。呂前市長擔任中和市長的期間，在中和公園建立了這座八二三砲戰紀念碑，於1998年9月9日落成，隨後並將中和公園更名為「八二三紀念公園」[5]。紀念碑前廣場兩側有造型紅磚牆。
- 國立台灣圖書館：國立中央圖書館台灣分館擬改制為國立台灣圖書館，目前兩個館名的立牌並存。館區佔地約四公頃，2004年12月20日全面正式開館營運。
  - 主館：坐東南、朝西北，建築規模地上七層、地下三層，占地18000坪，有四個大門，西北側鄰中安街為「館前門」，東北側為「新生門」，東南側為「博愛門」，西南側為「中和門」[6]（主館內設施與功能詳見國立台灣圖書館）。
  - 中華民國八二三台海戰役勝利紀念會館（八二三紀念館）：成立於2005年8月19日，占地300坪，在地下一樓，設置八二三總會辦公室，陳列八二三戰役中的珍貴照片。
  - 勵學廣場：為圖書館前的大廣場。
  - 勵志廣場：在地下一樓的露天廣場，為八二三紀念館前廣場，鄰中安街有階梯下達。
  - 創意廣場：為四方凹陷谷地，近「中和門」。
  - 活水廣場：在地下二樓的露天廣場，有人工溪流與仿史前遺跡的對峙假山，為「迴廊咖啡館」所在，有無障礙設施方便肢障訪客沿緩斜坡下去。
  - 靜思長廊：紅磚砌成的拱型建物，L形，位在主館東角，由「新生門」至「博愛門」。
  - （地面）停車場：停車位上有捐血車常駐。
  - 地下停車場：入口在中安街側主館左方，勵志廣場西側；出口在中安街側主館右方，停車場東側。
- 遛狗區：鄰創意廣場，除一般遛狗區，並區隔出中小型犬遛狗區。是雙和地區極少數可以在公園遛狗的地方[7]。
- 樂山區：西南側山坡較自然，鄰步道與南洋式涼亭；東北側山坡扇形區域有石頭成列做為觀賞露天表演的座椅，鄰圓形露天舞台。
- 樂水區：有兩個仿湖景觀與一條仿河景觀通往巨石山谷，木橋橫跨河上。山谷區兩側有南洋式涼亭。
- 溜冰區
- 兒童遊戲區：共三座。
- 籃球場
- 林蔭休憩區：在公園東北側保留較多老樹，步道穿梭其間，有兩座中式涼亭，一為「獅子亭」，一為「禮端亭」。

禮端亭的由來 ：
陳禮端生於民國前四年，享世89歲，其遺產的一部分由其兒子「陳水金」捐出來建造此涼亭。
- 新北市政府警察局中和分局安平派出所
- 中和區中安里辦公處與巡守隊[8][9][10]。

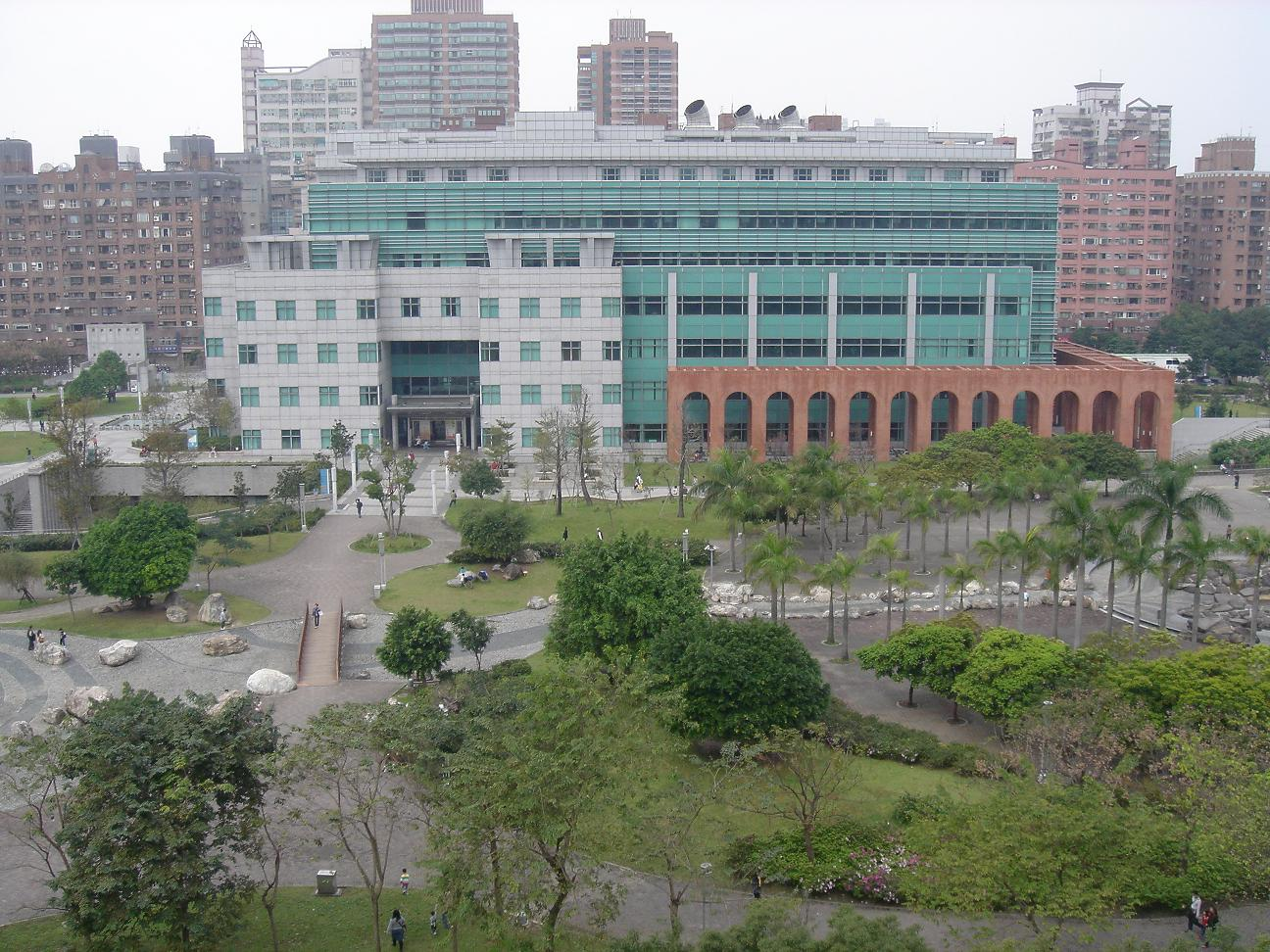
鳥瞰台圖與樂水區
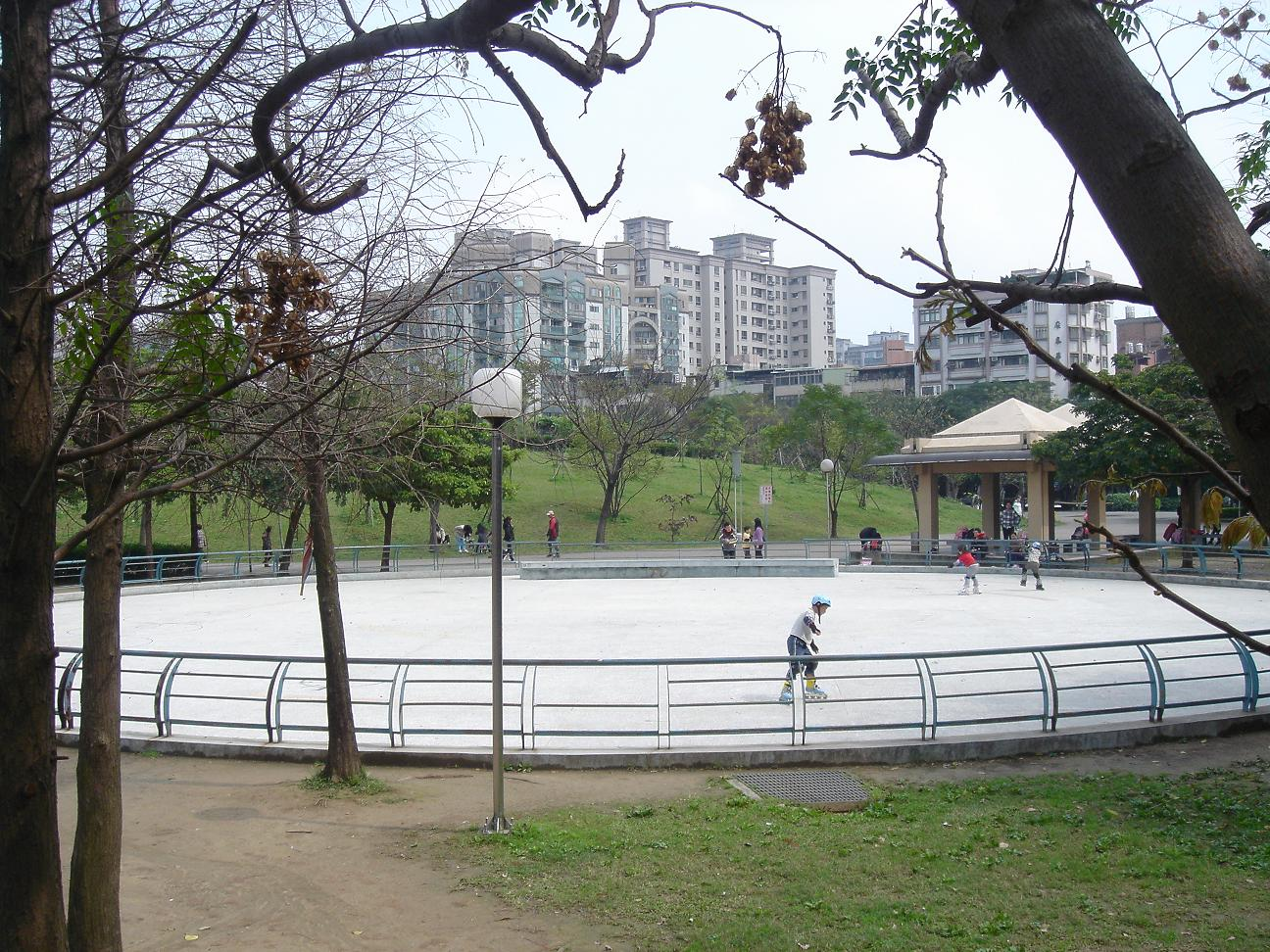
溜冰區
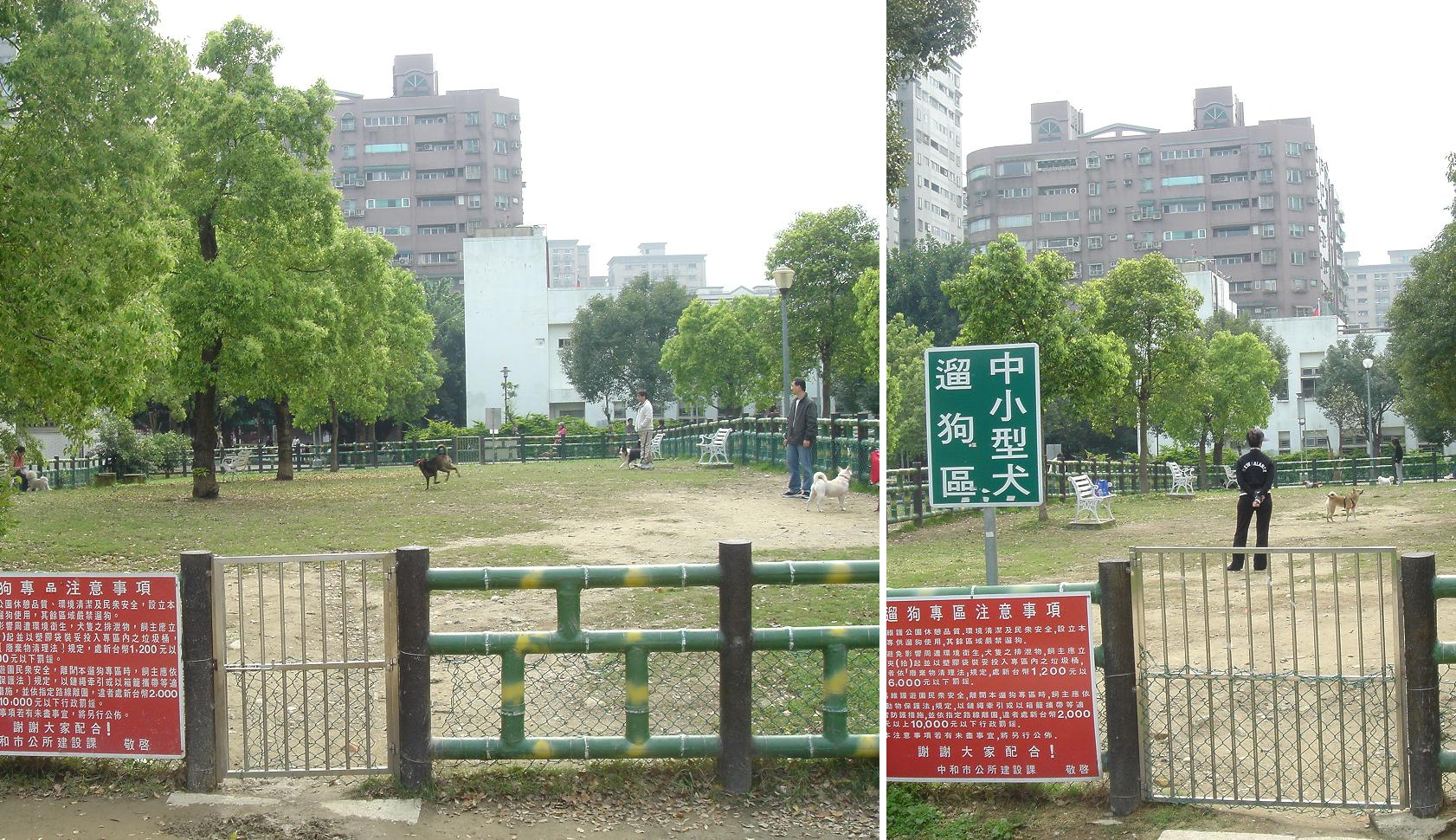
遛狗區
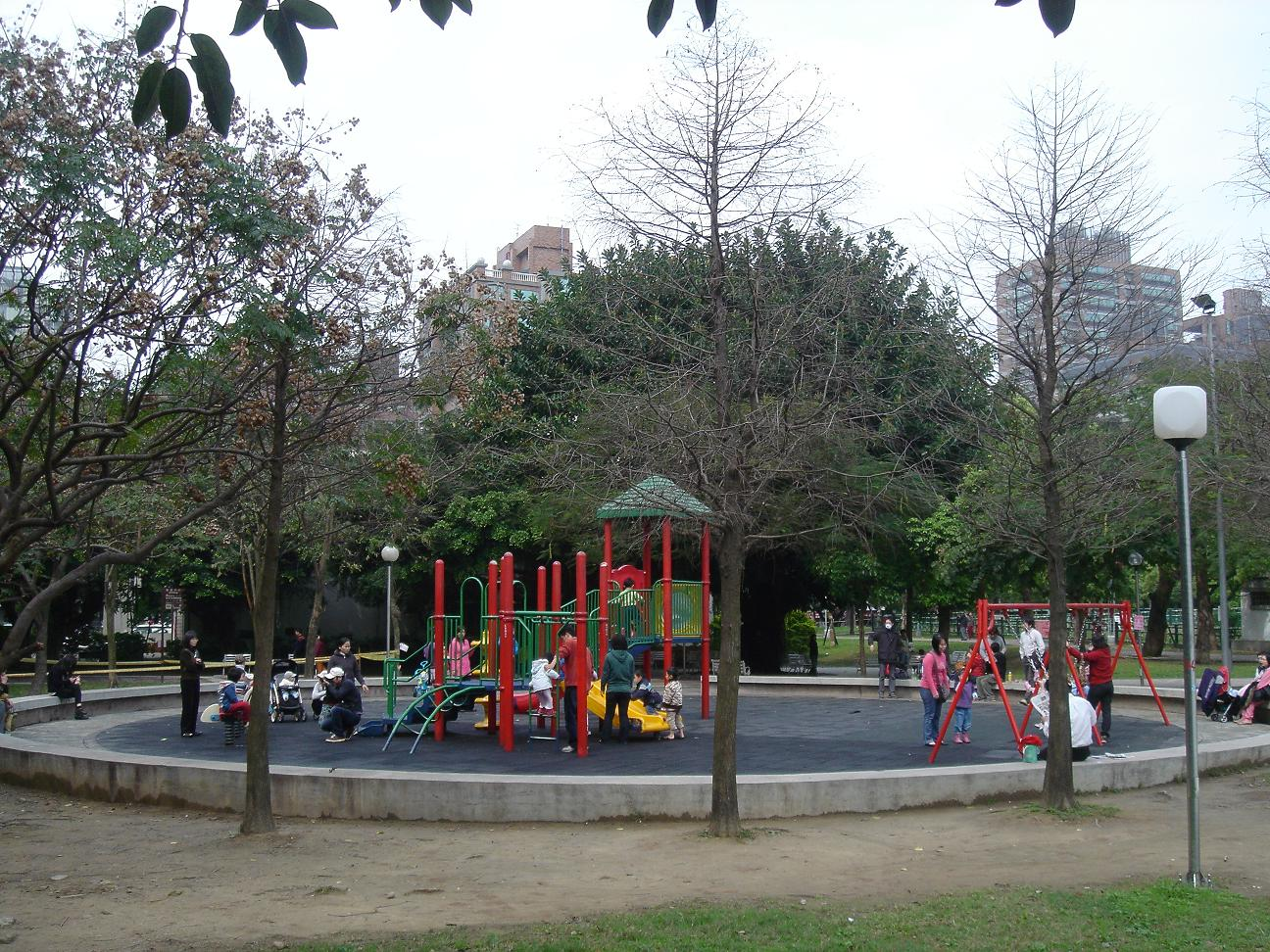
兒童遊戲區
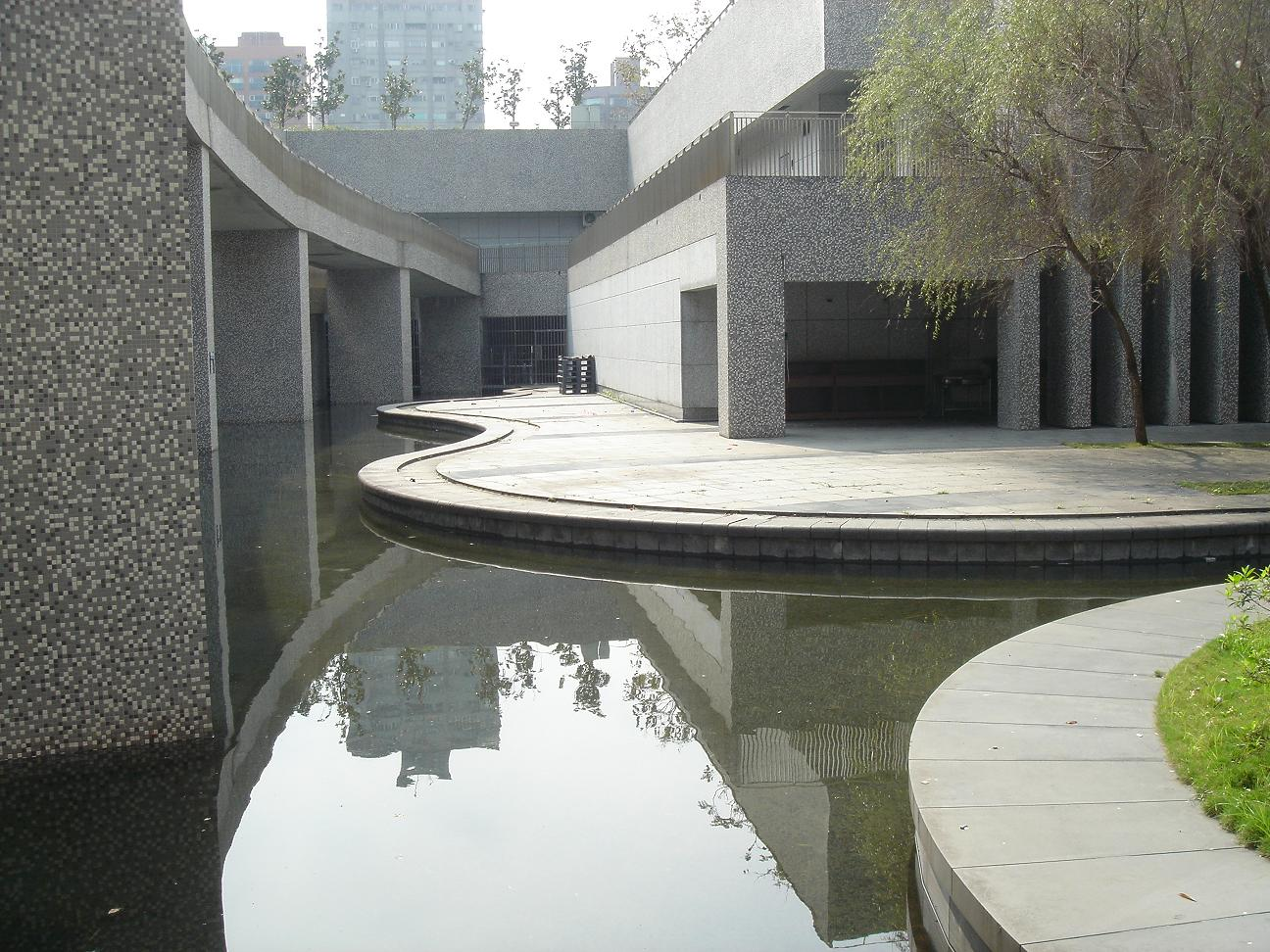
活水廣場
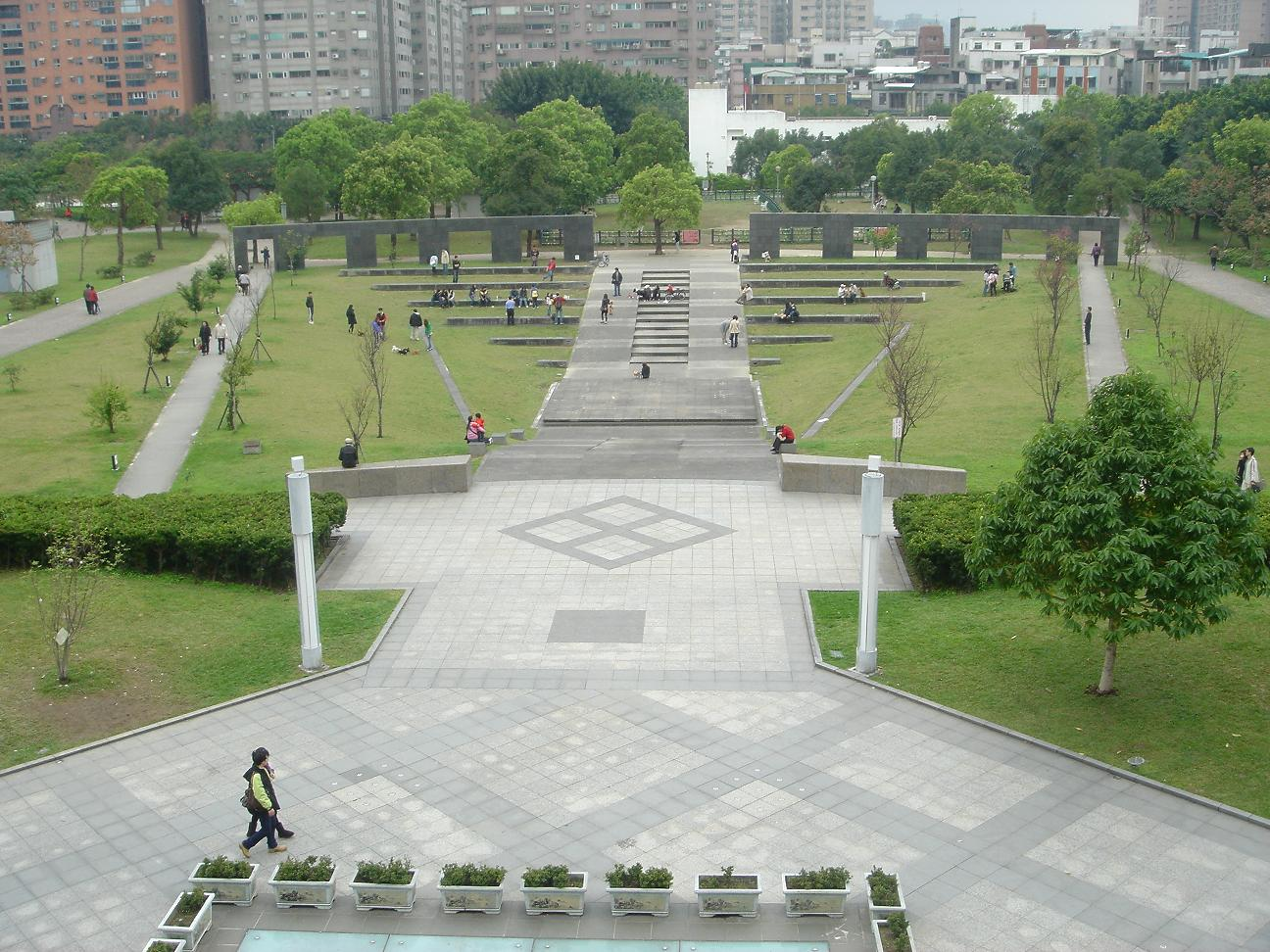
創意廣場
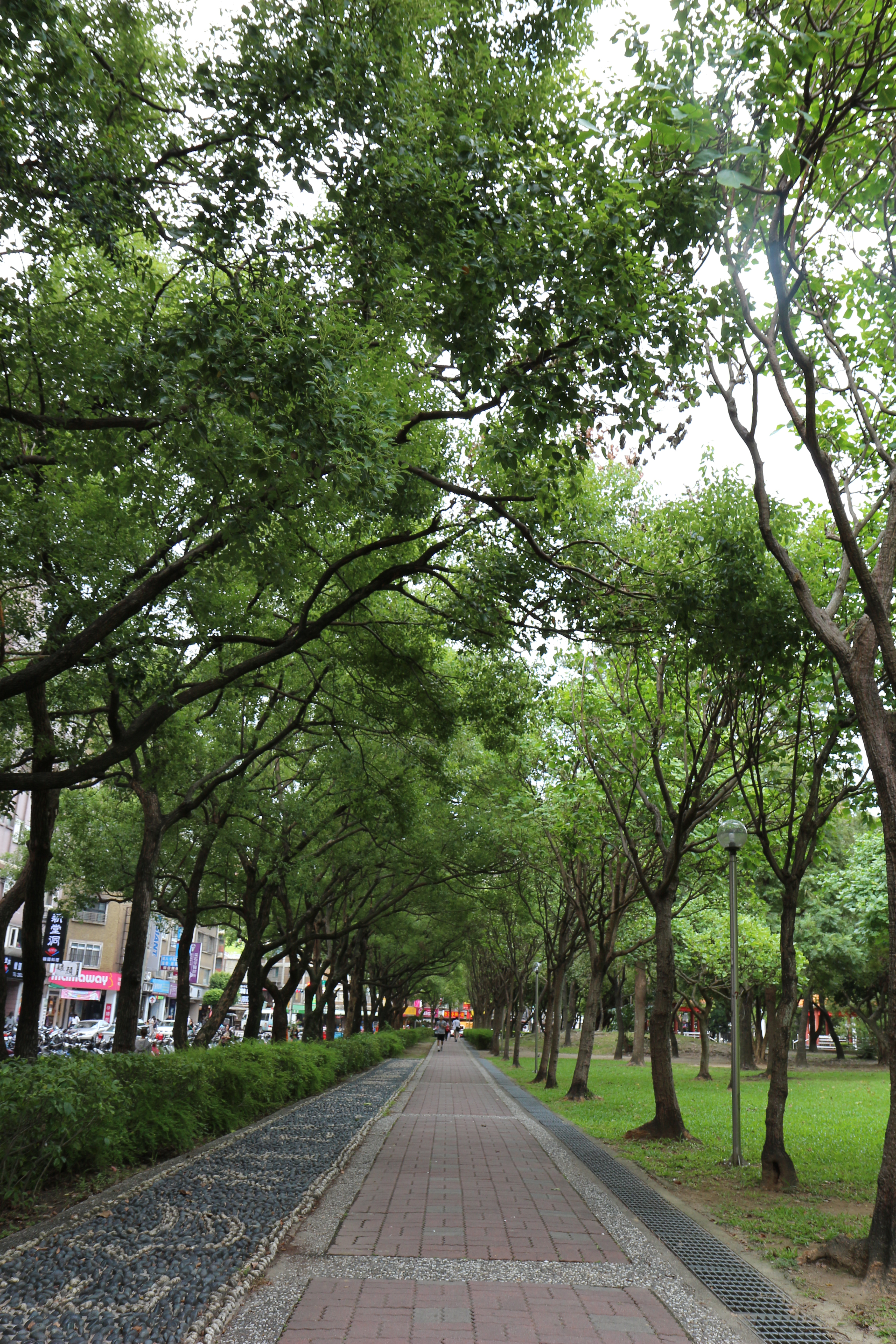
林蔭步道

## 動植物生態
- 植物：樟樹、榕樹、台灣欒樹、楓香、小葉欖仁、山櫻花、辛夷、流蘇、平戶杜鵑、羅漢松、木棉花...等[11][12][13]。
- 動物：鴿子、白頭翁、松鼠、橙帶藍尺蛾...等。

## 影響
四號公園的存在，使得狹小擁擠而極度缺乏綠地空間的雙和地區，因此有了一個稍微完整的喘息空間，加上位在中和新蘆線捷運永安市場站後方，故鄰近的住宅被視為雙和一帶居住品質良好的區域，生活機能亦堪稱便利，而圍繞在四號公園的四周，亦有不少餐廳、小吃、咖啡廳等，甚至不乏有些商家的努力晉升為小吃、餐廳名店。。

## 爭議
如同永和的仁愛公園，中和四號公園也面臨著老樹被移除，大量水泥式建物與廣場，甚至是非公園相關建築進駐佔了綠地面積的問題。

## 腳注
1. 1 2  .   [2010-02-24]. （原始内容存档于2009-12-06）.
2. ↑  《昨日的明日花園城市─永和都市計畫之移植與形構》，廖盈琪，1998，台大城鄉所碩士論文
3. ↑  .   [2017-01-31]. （原始内容存档于2017-01-04）.
4. 1 2  《公園都不公園了! 從中和四號公園看都市公園問題》 （页面存档备份，存于），苦勞網
5. ↑  .   [2010-02-24]. （原始内容存档于2009-05-11）.
6. ↑  .   [2019-12-27]. （原始内容存档于2019-06-14）.
7. ↑  .   [2010-02-24]. （原始内容存档于2016-08-15）.
8. ↑  《(美美美)八二三紀念公園》，台北旅遊網[永久]
9. ↑  .   [2010-02-24]. （原始内容存档于2010-01-08）.
10. ↑  .   [2010-02-24]. （原始内容存档于2016-03-05）.
11. ↑  四號公園流蘇盛開
12. ↑  .   [2010-02-24]. （原始内容存档于2010-02-13）.
13. ↑  .   [2010-02-24]. （原始内容存档于2010-03-01）.

## 外部連結
- 八二三紀念公園(中和公園)-新北市觀光旅遊網 （页面存档备份，存于）